# Mokra Wieś (Podegrodzie)
Mokra Wieś (bis 18. Jahrhundert Mokra Dąbrowa, deutsch Nassendorf) ist eine Ortschaft mit einem Schulzenamt der Gemeinde Podegrodzie im Powiat Nowosądecki der Woiwodschaft Kleinpolen, Polen.

## Geographie
Der Ort liegt in den Inselbeskiden (Beskid Wyspowy).
Das Dorf hat eine Fläche von 429 ha (6,6 % der Landgemeinde).
Die Nachbarorte sind Długołęka-Świerkla im Norden, Gostwica im Osten, Rogi und Podegrodzie im Süden, Owieczka und Stronie im Westen.

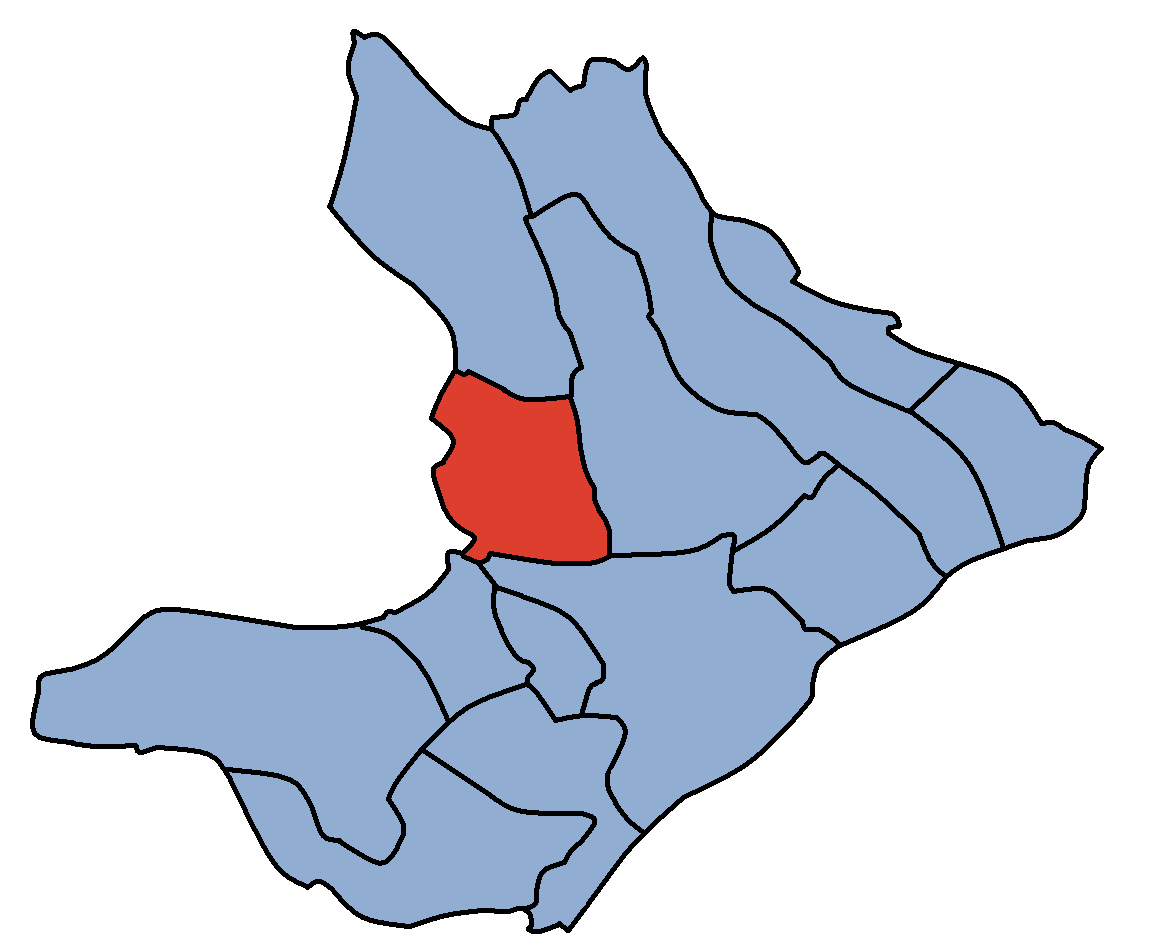
Das Dorf in der Gemeinde

## Geschichte
Der Ort wurde in den Jahren 1280 und 1282 als Dubroua Mokra bzw. Dabrowa Mokra erstmals urkundlich erwähnt. Der Name Dąbrowa bedeutet einen Ort, wo die Eichen wachsen, mokra bedeutet nass. Der Ort gehörte ursprünglich zu den Klarissen in Stary Sącz.
Nach der Ersten Teilung Polens kam Mokra Wieś zum neuen Königreich Galizien und Lodomerien des habsburgischen Kaiserreichs (ab 1804).
Im Jahre 1788 wurden im Zuge der Josephinischen Kolonisation deutsche Kolonisten lutherischen Konfession angesiedelt. Die Kolonisten gehörten zur Pfarrgemeinde in Stadła. Bis Ende des 19. Jahrhunderts wurden die Nachgeborenen der Kolonisten polonisiert. Im Jahre 1900 hatte das Dorf 420 Einwohner, davon alle polnischsprachig, 405 römisch-katholisch, 15 Juden.
1918, nach dem Ende des Ersten Weltkriegs und dem Zusammenbruch der k.u.k. Monarchie, kam Mokra Wieś zu Polen. Unterbrochen wurde dies durch die Besetzung Polens durch die Wehrmacht im Zweiten Weltkrieg, während der es zum  Generalgouvernement gehörte. Im Sommer des Jahres 1944 wurden die übrigen Deutschen evakuiert.
Von 1975 bis 1998 gehörte Mokra Wieś zur Woiwodschaft Nowy Sącz.

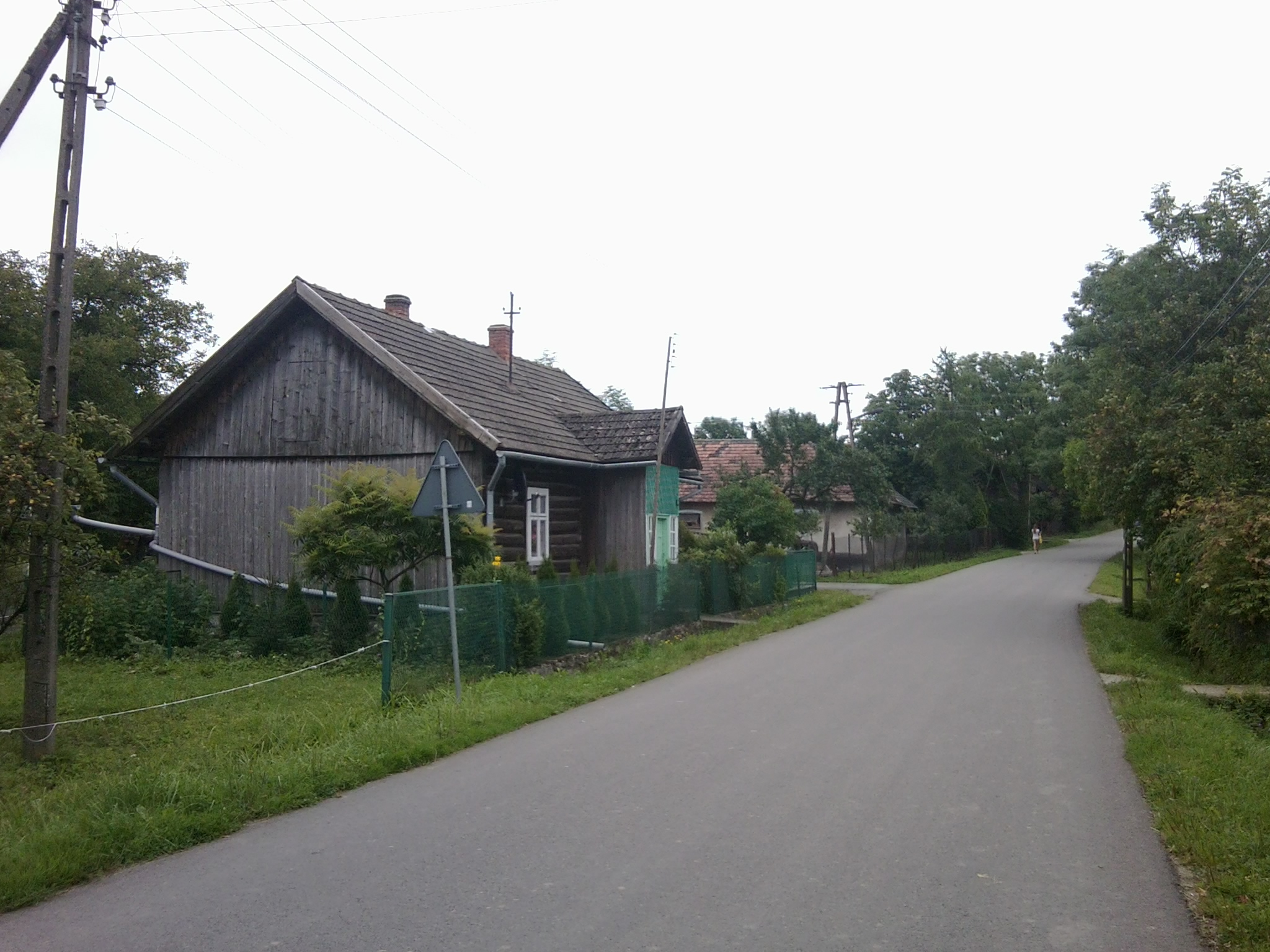
Ortszentrum
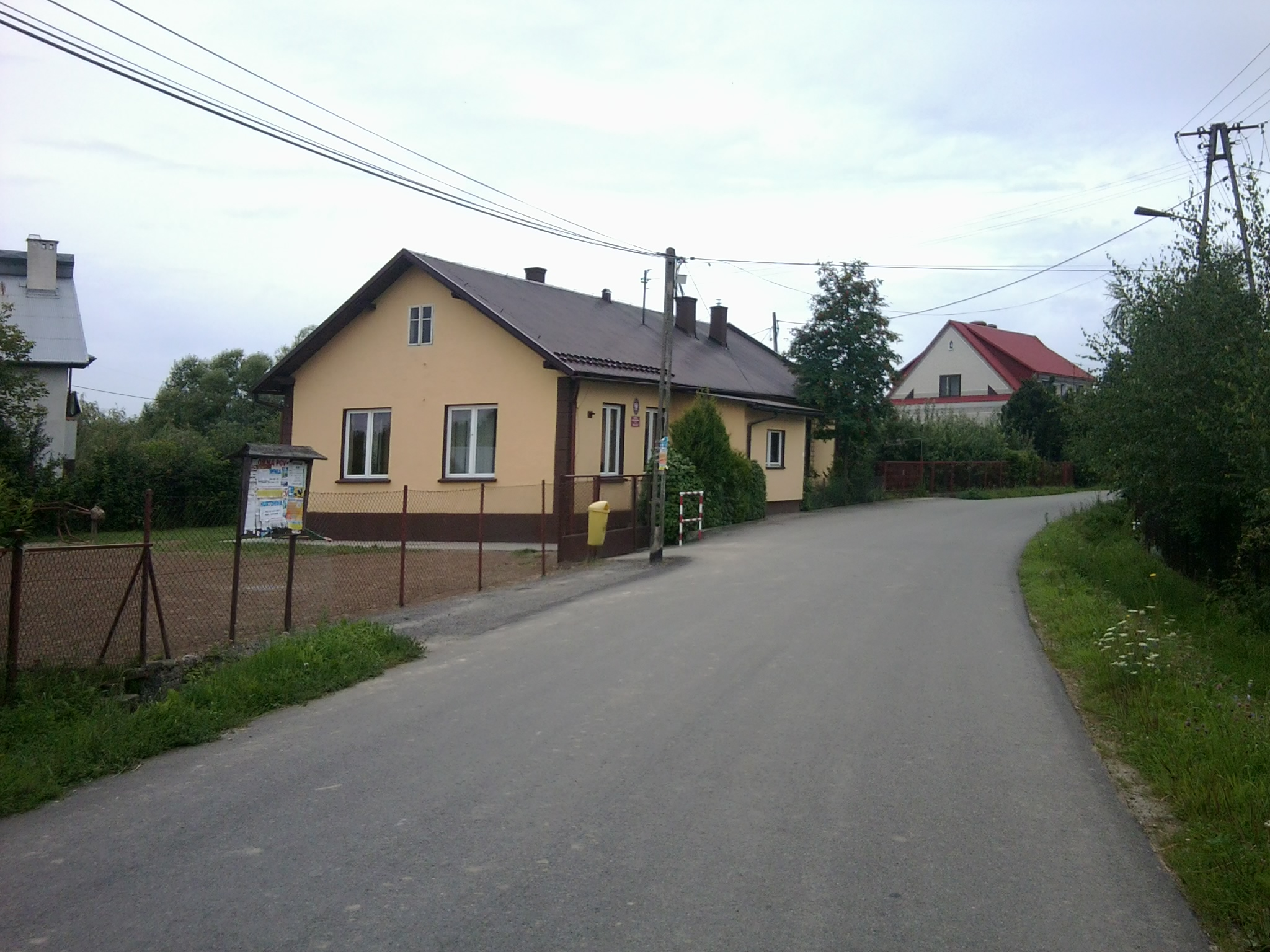
Schule